# Daphne (Vorname)
Daphne, Dafne oder Dáfni (altgriechisch Δάφνη ‚Lorbeer‘), ist ein weiblicher Vorname griechischer Herkunft.

## Namensträgerinnen

### Künstlername
- Daphné (Musikerin) (* 1974), französische Sängerin und Komponistin

### Daphne bzw. Daphné
- Daphne Akhurst (1903–1933), australische Tennisspielerin
- Daphne Arden (* 1941), britische Sprinterin
- Daphne Ashbrook (* 1963), US-amerikanische Schauspielerin
- Daphné Baiwir (* 1992), belgische Schauspielerin
- Daphné Bavelier (* 1966), französische Forscherin für kognitive Neurowissenschaften
- Daphné Bolz (* 1978), deutsch-französische Sporthistorikerin
- Daphne Caruana Galizia (1964–2017), maltesische Journalistin und Bloggerin
- Daphne Corboz (* 1993), US-amerikanisch-französische Fußballspielerin
- Daphne Barak Erez (* 1965), israelische Juristin und Professorin, Richterin am Obersten Gerichts Israels
- Daphne Evangelatos (1946–2021), griechische Opernsängerin (Mezzosopran)
- Daphne Fancutt (1933–2020), australische Tennisspielerin
- Daphne Gautschi (* 2000), Schweizer Handballspielerin
- Daphne Groeneveld (* 1994), niederländisches Model
- Daphne Hasenjager (* 1929), südafrikanische Leichtathletin
- Daphne Hellman (1915–2002), US-amerikanische Jazzharfenistin und Philanthropistin
- Daphne Jackson (1936–1991), britische Kernphysikerin und erste britische Physikprofessorin
- Daphne Jelgersma, niederländische Squashspielerin
- Daphne Jongejans (* 1965), niederländische Wasserspringerin
- Daphne Koller (* 1968), israelische Informatikerin
- Daphne Koster (* 1981), niederländische Fußballspielerin
- Daphne de Luxe (* 1971), deutsche Stand-up-Comedienne
- Daphne Marlatt (* 1942), kanadische Schriftstellerin, Dichterin und ehemalige Hochschullehrerin australischer Herkunft
- Daphne Matziaraki, griechische Filmregisseurin
- Daphne du Maurier (1907–1989), englische Schriftstellerin
- Daphne Maxwell Reid (* 1948), US-amerikanische Schauspielerin
- Daphne Nikolopoulos (* 1966), griechisch-amerikanische Schriftstellerin
- Daphne Odjig (1919–2016), kanadische Künstlerin
- Daphne Oram (1925–2003), britische Komponistin (elektronische Musik)
- Daphne Park, Baroness Park of Monmouth (1921–2010), britische Politikerin und Diplomatin
- Daphne Patai (* 1943), US-amerikanische Literaturwissenschaftlerin
- Daphné Patakia (* 1992), belgische Schauspielerin
- Daphne Pollard (1891–1978), australisch-amerikanische Schauspielerin
- Daphne Rooke (1914–2009), südafrikanische Schriftstellerin
- Daphne Rubin-Vega (* 1969), panamaisch-amerikanische Schauspielerin
- Daphné Rüfenacht (* 1978), Schweizer Politikerin (Grüne)
- Daphne Sheldrick (1934–2018), kenianische Gründerin einer Elefanten-Aufzuchtstation
- Daphne-Ariane Simotta (* 1947), österreichische Juristin und Hochschullehrerin
- Daphne Touw (* 1970), niederländische Hockeyspielerin
- Daphne Wagner (* 1946), deutsche Schauspielerin
- Daphne Walker, britische Eiskunstläuferin
- Daphne Wright (* 1951), britische Krimiautorin
- Daphne Young (1915–1993), englische Badmintonspielerin
- Daphne Zuniga (* 1962), US-amerikanische Schauspielerin

### Dafne
- Dafne Fernández (* 1985), spanische Schauspielerin
- Dafne Keen (* 2005), britisch-spanische Schauspielerin
- Dafne Schippers (* 1992), niederländische Leichtathletin